# Kurvblomstordenen
Kurvblomst-ordenen (Asterales) er en stor orden, som næsten udelukkende består af urteagtige arter, der har et 5-tallig i bæger, krone og støvblade. Blomsterne er samlet i flade stande ("kurve"), der tilsammen ligner én blomst. Flere arter har mælkesaft. Til denne orden hører Kurvblomst-familien (Asteraceae), der er den største familie blandt karplanterne.
| Familier |

- Alseuosmiaceae
- Argophyllaceae
- Bukkeblad-familien (Menyanthaceae)
- Calyceraceae
- Carpodetaceae
- Donatiaceae
- Goodeniaceae
- Klokkeblomst-familien (Campanulaceae)
- Kurvblomst-familien (Asteraceae)
- Pentaphragmaceae
- Phellinaceae
- Rousseaceae
- Stylidiaceae

I det ældre Cronquists system havde ordenen kun en familie: Kurvblomstfamilien (Asteraceae).